# Moragues (Pinós)
Moragues també coneguda com a Moragues d'Ardèvol, és una masia del municipi de Pinós, a la comarca catalana del Solsonès, inclosa a l'Inventari del Patrimoni Arquitectònic de Catalunya.

## Situació
És una de les nombroses masies que envolten el nucli d'Ardèvol, al sector central ponentí del municipi. Està a la capçalera del barranc de Figuerola, als suaus relleus que s'estenen al nord de la serra de Pinós. S'hi accedeix per la carretera de Torà a Ardèvol. A 1,3 km. abans d'arribar a Ardèvol(41° 51′ 01″ N, 1° 30′ 15″ E / 41.850280°N,1.504225°E) (està senyalitzat) un trencall a la dreta (S) puja a la propera masia que es veu sobre la carena.

## Descripció

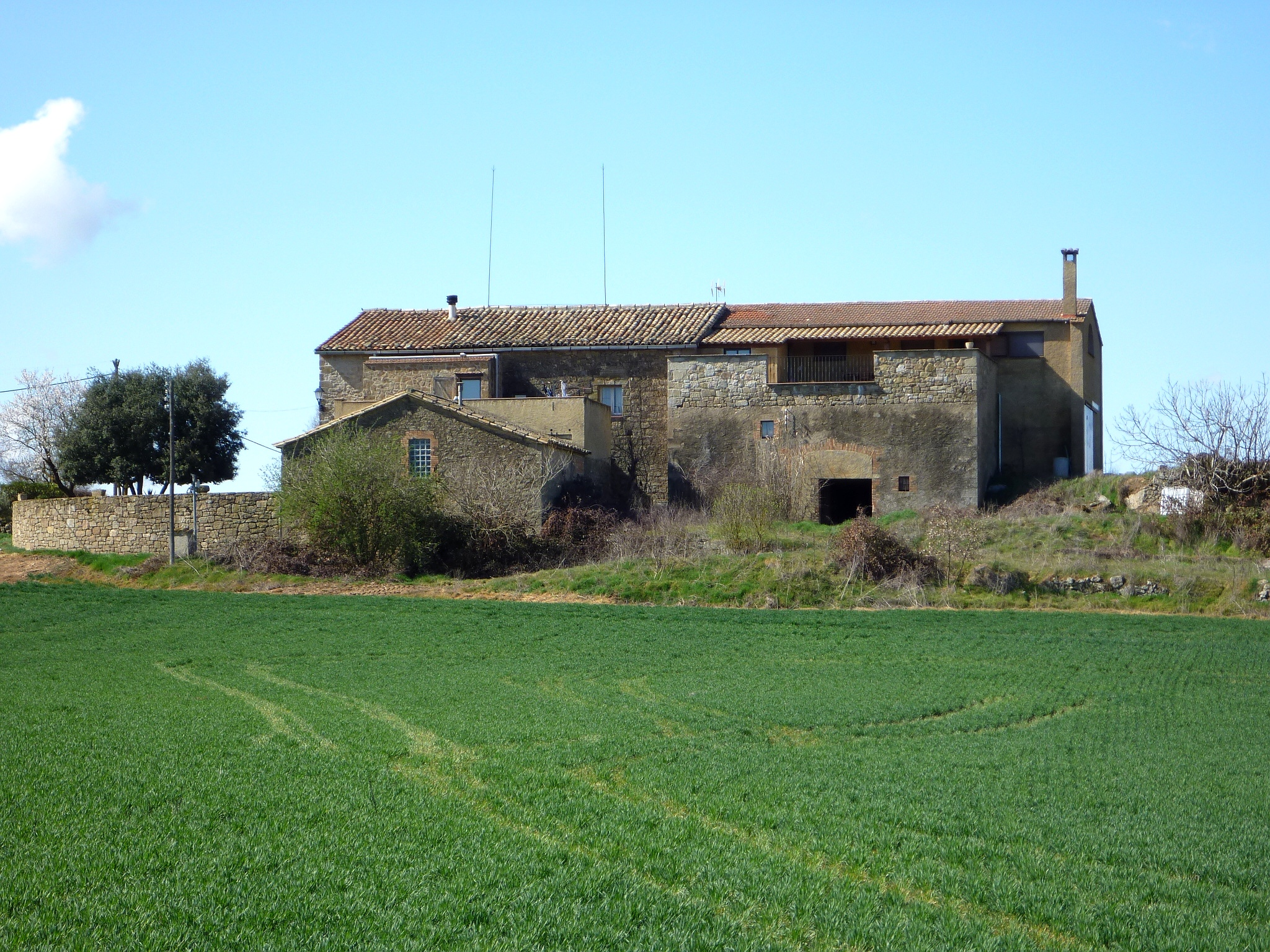
La masia des de llevant

Masia de planta basilical, coberta amb doble vessant i amb carener perpendicular a la façana principal. Les obertures s'obren simètriques a la façana orientada a ponent, però moltes són recents amb la qual cosa s'ha desequilibrat l'eix de proporcions.

## Història
La masia de Moragues d'Ardèvol és avui una gran explotació agrària i dedicada a la ramaderia estabulada. La casa és obra del segle XVIII